# Contrada della Lupa (Milano)
La Contrada della Lupa era una contrada di Milano appartenente al sestiere di Porta Ticinese.

## Confini
Il limite della contrada andava dall'incrocio tra via Arcimboldi e via Lupetta, dove confinava con il sestiere di Porta Romana, per poi proseguire lungo via Lupetta e via San Sebastiano fino all'incrocio tra piazza San Sepolcro e via del Bollo, dove confinava con il sestiere di Porta Vercellina, per poi proseguire fino al passaggio degli Osii.

## Luoghi di culto

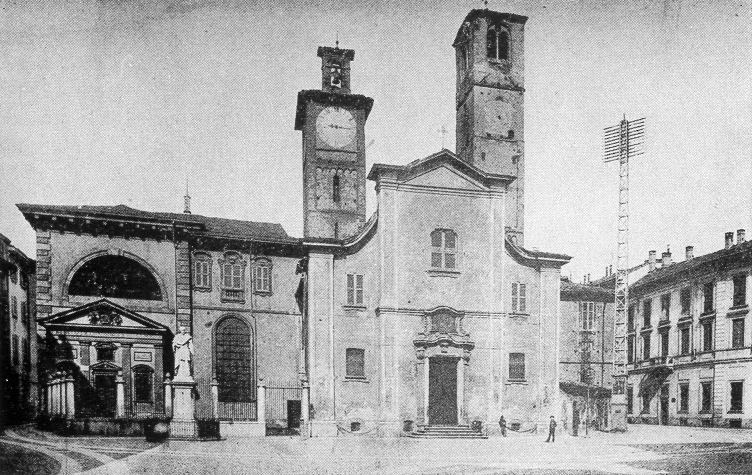
La chiesa di San Sepolcro in una fotografia precedente al 1894, con la vecchia facciata e i vecchi campanili

Tra le architetture religiose della contrada, degne di nota sono la chiesa di Santa Maria Bertrade, la chiesa di San Sebastiano, quest'ultima sul confine con la Nobile Contrada di Sant'Ambrogio, e la chiesa di San Sepolcro, originariamente dedicata alla Santissima Trinità.

## Storia
Nella contrada si trovavano due piccole parti del quartiere annonario della Nobile Contrada della Cicogna e della Nobile Contrada di Sant'Ambrogio. Era di piccole dimensioni a fronte di un'elevata densità abitativa, vista la cospicua presenza di artigiani e di commercianti. Tra le strade degne di nota ci furono via degli Spadari, via degli Orefici (entrambi richiamanti gli esercizi commerciali che vi sorgevano) e via Malcantone. Nella contrada era situato il carcere della Malastalla, all'interno del quale venivano imprigionate le persone che non pagavano i debiti. Parte della moderna via Torino era ai tempi chiamata via della Lupa, che ha dato poi il nome alla contrada. Via della Lupa anticamente era compresa tra via degli Spadari e via Lupetta.

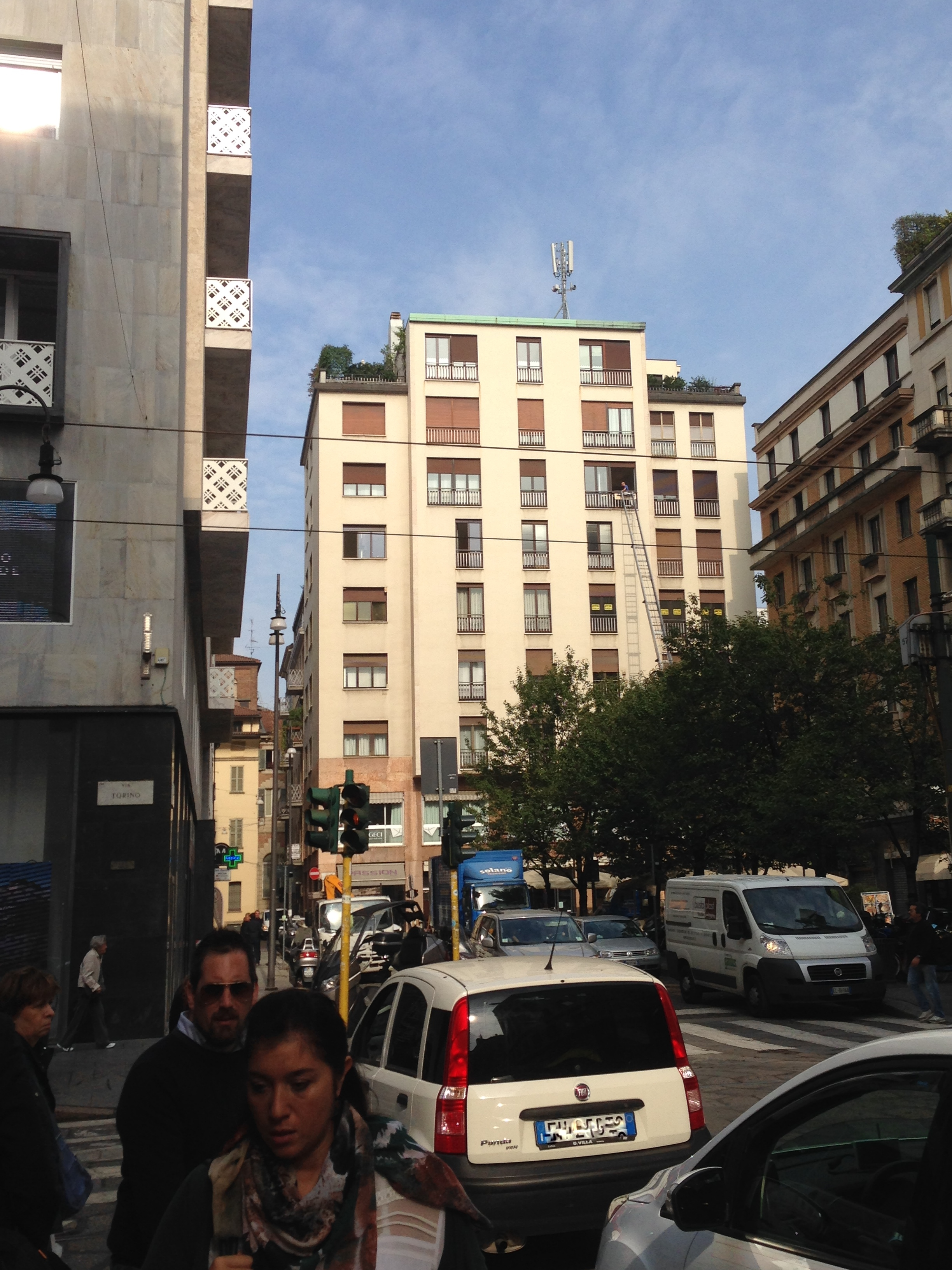
Scorcio di via delle Asole

L'etimologia della via delle Asole, originariamente via degli Asini, potrebbe derivare dall'antica tradizione dei mercanti genovesi di sostare insieme ai propri muli e asini nell'albergo degli Asini. Il toponimo "asini" sarebbe stato corrotto, nel corso dei secoli, in "asole". Altre ipotesi vorrebbero che il nome della via derivi da asola, ovvero "occhiello", richiamando quindi la cospicua presenza, in questa via, di sarti, oppure da asola, nel senso di "pezzo di ferro in cui entra un perno o un catenaccio", o anche da ansula, cioè "piccola ansa", con un richiamo all'ansa di uno dei corsi d'acqua, naturali o artificiali, che attraversavano la contrada. Ultima ipotesi vuole che ci sia un richiamo all'ansa stradale, ovvero a una piccola curva che un tempo era presente lungo via delle Asole. Via delle Asole ha origini romane: il suo tracciato corrisponde a una strada facente parte dell'antico accampamento militare romano che diede poi origine a Mediolanum. La Contrada della Lupa era chiamata dai milanesi Canaglia per la presenza, entro i suoi confini, di zone malfamate piuttosto estese.
L'odierna chiesa di San Sebastiano, oggi nota con il nome di tempio civico di San Sebastiano, è un edificio costruito nel Cinquecento come atto votivo per la disastrosa peste che aveva colpito la città. L'aggettivo "civico" richiama l'origine dell'edificio: fu voluto, progettato e realizzato sia dalla Chiesa che dal comune di Milano: quest'ultimo aveva infatti la necessità di avere un luogo di culto dove far officiare, su sua necessità, riti sacri. Ancora oggi è giuspatronata dal comune di Milano.